# سد چوتیاری
سد چوتیاری (به انگلیسی: Chotiari Dam) یک سد در پاکستان است که در Achhro Thar (White Desert) Sanghar District, Sindh, Pakistan واقع شده‌است.